# Common
Lonnie Rashid Lynn Jr. (Chicago, Illinois, Estados Unidos, 13 de marzo de 1972) más conocido por Common, o inicialmente como Common Sense, es un rapero y actor estadounidense.

## Carrera

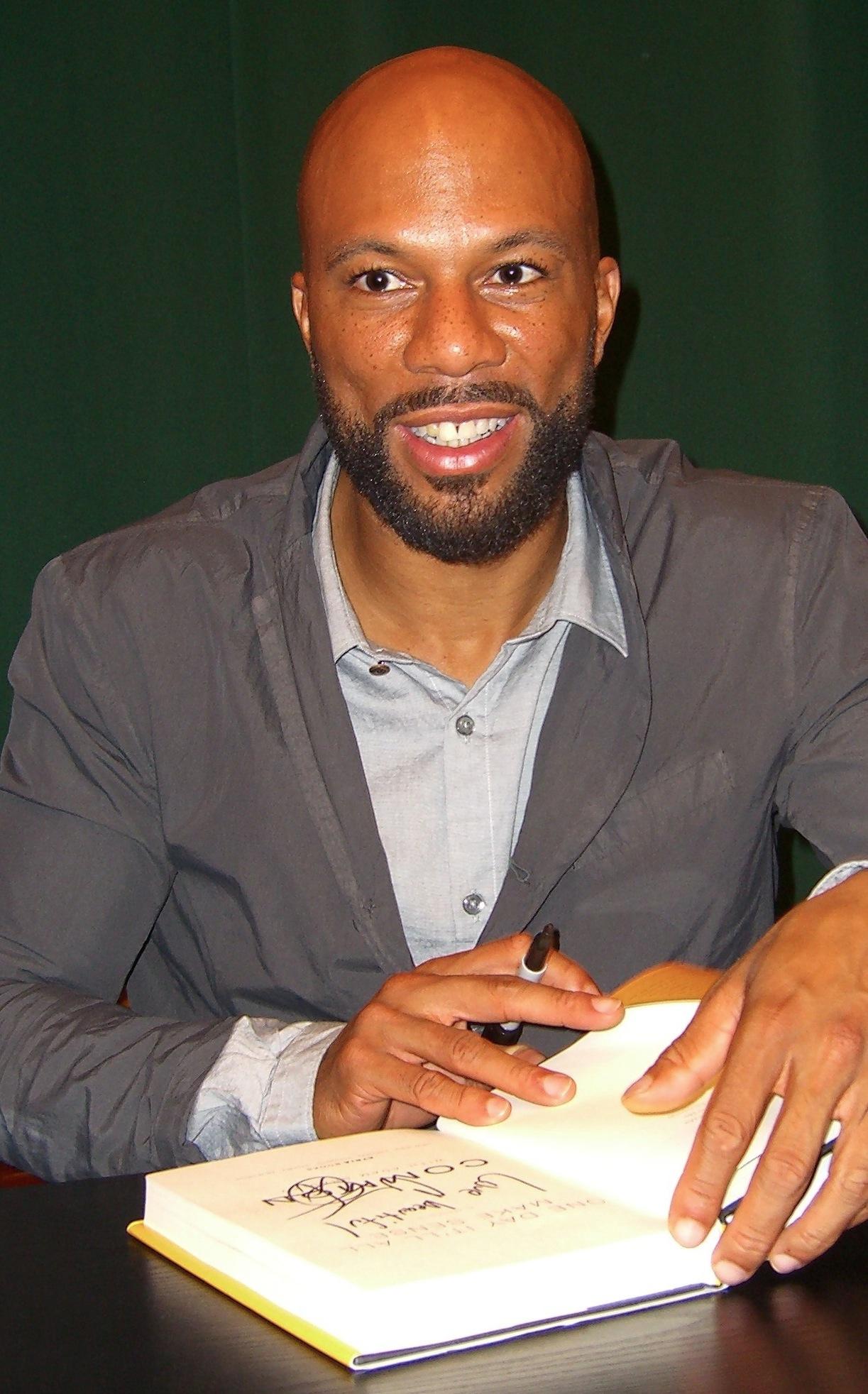
Common firmando ejemplares de su libro One Day It'll All Make Sense, en setiembre de 2011. © Luigi Novi / Wikimedia Commons.

Su álbum debut en un sello mayor, Like Water for Chocolate, fue aclamado por los críticos y tuvo éxito comercial, mientras que su último álbum, Be, en el que Kanye West produce nueve temas, vendió 800.000 copias y fue candidato a un Grammy como Mejor Álbum de Rap. También es conocido por su papel de Elam Ferguson en la serie original de AMC Hell on Wheels.
En 2014, fue ganador, junto a John Legend, del Oscar a la Mejor Canción Original, por la canción "Glory". En 2017 participó en la película: John Wick, junto a Keanu Reeves. Allí interpretó a uno de los némesis de John Wick, y guardaespaldas personal de uno de los objetivos de Wick en Roma.

## Discografía

### Álbumes
- 1992: Can I Borrow a Dollar?
- 1994: Resurrection
- 1997: One Day It'll All Make Sense
- 2000: Like Water For Chocolate
- 2002: Electric Circus
- 2005: Be
- 2007: Finding Forever
- 2008: Universal Mind Control
- 2011: The Dreamer/The Believer
- 2014: Nobody's Smiling
- 2019: Let love
- 2020: A Beatiful Revolution

### Sencillos
| Año  | Canción                                 | Posiciones en lista | Posiciones en lista | Posiciones en lista | Posiciones en lista | Álbum                        |
| Año  | Canción                                 | US Hot 100          | US R&B/Hip-Hop      | US Rap              | UK Singles Chart    | Álbum                        |
| ---- | --------------------------------------- | ------------------- | ------------------- | ------------------- | ------------------- | ---------------------------- |
| 1992 | «Take It E-Z»                           | —                   | —                   | 5                   | —                   | Can I Borrow a Dollar?       |
| 1992 | «Breaker 1/9»                           | —                   | —                   | 10                  | —                   | Can I Borrow a Dollar?       |
| 1993 | «Soul by the Pound 1/9»                 | —                   | —                   | 7                   | —                   | Can I Borrow a Dollar?       |
| 1994 | «I Used to Love H.E.R.»                 | —                   | 91                  | 31                  | —                   | Resurrection                 |
| 1995 | «Resurrection»                          | —                   | 88                  | 22                  | —                   | Resurrection                 |
| 1997 | «Reminding Me (Of Self)»                | —                   | 57                  | 9                   | —                   | One Day It'll All Make Sense |
| 1999 | «1-9-9-9» (con Sadat X & Talib Kweli)   | —                   | 41                  | 4                   | —                   | Soundbombing, Vol. 2         |
| 2000 | «The Light»                             | 44                  | 12                  | 13                  | —                   | Like Water for Chocolate     |
| 2000 | «The Sixth Sense»                       | —                   | 87                  | 14                  | —                   | Like Water for Chocolate     |
| 2000 | «Ghetto Heaven, Pt. 2»                  | —                   | 61                  | —                   | —                   | Like Water for Chocolate     |
| 2002 | «Come Close» (con Mary J. Blige)        | 65                  | 21                  | 18                  | —                   | Electric Circus              |
| 2005 | «The Corner» (con The Last Poets)       | —                   | 42                  | —                   | —                   | Be                           |
| 2005 | «Go!» (con John Mayer & Kanye West)     | 79                  | 31                  | 21                  | 79                  | Be                           |
| 2005 | «Testify"                               | —                   | 44                  | —                   | —                   | Be                           |
| 2007 | «A Dream» (con will.i.am)               | —                   | 116                 | —                   | 118                 | Freedom Writers soundtrack   |
| 2007 | «The People» (con Dwele)                | 111                 | 55                  | —                   | —                   | Finding Forever              |
| 2007 | «The Game» (con DJ Premier)             | —                   | —                   | —                   | —                   | Finding Forever              |
| 2007 | «Drivin' Me Wild» (con. Lily Allen)     | —                   | —                   | —                   | 56                  | Finding Forever              |
| 2007 | «I Want You» (con will.i.am)            | 112                 | 32                  | 21                  | —                   | Finding Forever              |
| 2008 | «Universal Mind Control" (con Pharrell) | 62                  | 60                  | 13                  | 98                  | Universal Mind Control       |
| 2008 | «Announcement» (con Pharrell)           | —                   | 94                  | —                   | —                   | Universal Mind Control       |
| 2011 | «Ghetto Dreams» (con Nas)               | —                   | —                   | —                   | —                   | The Dreamer/The Believer     |
| 2011 | «Blue Sky» (con Makeba Riddick)         | —                   | —                   | —                   | —                   | The Dreamer/The Believer     |
| 2011 | «Sweet»                                 | —                   | —                   | —                   | —                   | The Dreamer/The Believer     |
| 2011 | «Celebrate»                             | —                   | —                   | —                   | —                   | The Dreamer/The Believer     |

## Filmografía
| Year | Title                                 | Role                   | Notes                                                                                              |
| ---- | ------------------------------------- | ---------------------- | -------------------------------------------------------------------------------------------------- |
| 2002 | Brown Sugar                           | Él mismo               | Cameo                                                                                              |
| 2006 | Dave Chappelle's Block Party          | Corant Jaman Shuka     | Cameo                                                                                              |
| 2006 | Smokin' Aces                          | Sir Ivy                | |
| 2007 | American Gangster                     | Turner Lucas           | |
| 2008 | Street Kings                          | Coates                 | |
| 2008 | Wanted                                | The Gunsmith           | |
| 2009 | Terminator Salvation                  | Barnes                 | |
| 2010 | Date Night                            | Detective Collins      | |
| 2010 | Just Wright                           | Scott McKnight         | |
| 2010 | Bouncing Cats                         | Él mismo               | Narrador                                                                                           |
| 2011 | Happy Feet Two                        | Seymour                | |
| 2011 | New Year's Eve                        | Chino                  | Cameo Nominated — Razzie Award for Worst Screen Ensemble (shared with the entire cast)             |
| 2012 | LUV                                   | Tío Vincent            | |
| 2012 | La extraña vida de Timothy Green      | Coach Cal              | |
| 2013 | Movie 43                              | Bob Mone               | Segment: "The Pitch" Nominated — Razzie Award for Worst Screen Combo (shared with the entire cast) |
| 2013 | Now You See Me                        | Agent Evans            | |
| 2013 | Pawn                                  | Officer Jeff Porter    | |
| 2014 | X/Y                                   | Jason                  | |
| 2014 | Every Single Thing                    | Devlin Hatch           | |
| 2014 | Selma                                 | James Bevel            | |
| 2015 | Run All Night                         | Mr. Price              | |
| 2015 | Unity                                 | Narrator               | Documentary                                                                                        |
| 2015 | Being Charlie                         | Travis                 | |
| 2016 | La barbería 3                         | Rashad                 | |
| 2016 | Escuadrón Suicida                     | Monster T              | |
| 2017 | John Wick: Chapter 2                  | Cassian                | |
| 2017 | A Happening of Monumental Proportions | Daniel Crawford        | |
| 2017 | Love Beats Rhymes                     | Coltrane               | |
| 2017 | Megan Leavey                          | Gunny Martin           | |
| 2017 | Girls Trip                            | Él mismo               | |
| 2018 | The Tale                              | Martin                 | |
| 2018 | Here and Now                          | Ben                    | |
| 2018 | All About Nina                        | Rafe                   | |
| 2018 | The Hate U Give                       | Carlos Carter          | |
| 2018 | Saint Judy                            | Benjamin Adebayo       | |
| 2018 | Smallfoot                             | Stonekeeper (voice)    | |
| 2018 | Hunter Killer                         | Rear Admiral John Fisk | |
| 2019 | The Kitchen                           | Gary Silvers           | |
| 2019 | The Informer                          | Edward Grens           | |
| 2020 | Ava                                   | Michael                | |
| 2022 | Alice                                 |                        | |
| 2023 | Fool's Paradise                       |                        | |
| 2023 | Silo                                  | Robert Sims            | |
| 2024 | Breathe                               | Darius                 | |